# Muro de Alcoy
Muro de Alcoy (Valencianisch: Muro d'Alcoi oder Muro) ist eine Gemeinde im Südosten von Spanien in der Provinz Alicante in der Valencianischen Gemeinschaft. 2024 hatte die Gemeinde 9.345 Einwohner.

## Demografie
| 1842 | 1900 | 1930 | 1950 | 1970 | 1981 | 1991 | 2001 | 2011 |
| ---- | ---- | ---- | ---- | ---- | ---- | ---- | ---- | ---- |
| 2786 | 3323 | 3886 | 4093 | 4895 | 5831 | 6548 | 7514 | 8993 |

## Kultur
Das Hauptfest in Muro de Alcoy ist das Moros y Cristianos, das am zweiten Wochenende im Mai gefeiert wird. Nach der volkstümlichen Tradition erinnert das Fest an die Schlachten, Kämpfe und Kämpfe zwischen Mauren (oder Muslimen) und Christen während der Zeit, die als Reconquista bekannt ist (vom 8. bis zum 15. Jahrhundert). Die Feste stellen die Einnahme der Stadt durch die Mauren und die anschließende christliche Rückeroberung dar.

## Wirtschaft
Die Wirtschaft von Muro de Alcoy basiert auf der Textilindustrie, der Herstellung von Kunststoffprodukten und Möbeln sowie der Landwirtschaft (Oliven und Mandeln).